# 平林章仁
平林 章仁（ひらばやし あきひと、1948年4月17日 - ）は、日本史学者、龍谷大学元教授。専門は日本古代史、特に神話・古代宗教・氏族など。
奈良県五條市木ノ原町生まれ。1971年龍谷大学文学部史学科卒業。龍谷大学仏教文化研究所客員研究員、奈良県王寺町史編纂委員を経て、龍谷大学文学部教授。2017年に退官。2002年「古代日本の王家と氏族の研究」で、文学博士（皇學館大学）の学位を取得。編集者の平林緑萌は息子。

## 著書
- 『鹿と鳥の文化史 古代日本の儀礼と呪術』白水社 1992
- 『橋と遊びの文化史』白水社 1994
- 『蘇我氏の実像と葛城氏』白水社 1996
- 『七夕と相撲の古代史』白水社 1998
- 『三輪山の古代史』白水社 2000
- 『七世紀の古代史 王宮・クラ・寺院』白水社 2002
- 『神々と肉食の古代史』吉川弘文館 2007
- 『謎の古代豪族葛城氏』祥伝社新書 2013
- 『天皇はいつから天皇になったか?』祥伝社新書 2015
- 『蘇我氏の研究』雄山閣 2016
- 『「日の御子」の古代史』塙書房 2015
- 『蘇我氏と馬飼集団の謎』祥伝社新書 2017
- 『物部氏と石上神宮の古代史』和泉書院 2019
- 『雄略天皇の古代史』志学社選書 2021

### 共著・監修
- 『三輪山と古代の神まつり』学生社 2008

小笠原好彦,河上邦彦,菅谷文則,鈴鹿千代乃,広瀬和雄,和田萃共著
- 『図説 古代史を塗りかえた謎の一族 蘇我氏の全貌』監修 青春出版社 2009

## 論文
- Cinii